# Eurodexis
Eurodexis ist ein heute ausgestorbener Vertreter der Paarhufer, der im Unteren und Mittleren Eozän vor 51 bis 41 Millionen Jahren in Europa lebte. Er ist über mehrere Funde aus Frankreich und Deutschland bekannt, so unter anderem aus der Grube Messel und dem Geiseltal. Allgemein war Eurodexis sehr klein und wies eine lange Schnauze auf. Möglicherweise ernährten sich die Tiere von Insekten und Mollusken oder aber von Früchten.

## Merkmale
Eurodexis war ein Vertreter der frühen Paarhufer und wie diese äußerst klein gestaltet mit einem charakteristisch nach oben gewölbten Rücken und kurzen Vorder- und langen Hinterbeinen und einem sehr langen Schwanz, der mindestens 22 cm lang wurde. Die Gattung ist über ein nahezu vollständiges Skelett und einen Schädelfund bekannt. Das Skelett verweist auf ein Tier mit einer Gesamtlänge von rund 50 cm. Der Schädelfund ist stark zerdrückt und noch 7,5 cm lang, maß aber im Originalzustand wohl rund 10 cm. An ihm sind aber aufgrund des Erhaltungszustandes nur wenige diagnostische Merkmale erkennbar. Das Gaumenbein endete etwas verdickt oberhalb des letzten Molaren. Die Orbita besaß einen Durchmesser von rund 1 cm und saß oberhalb des ersten und zweiten Molaren. Sie war zudem nicht vollständig vom Jochbeinbogen umschlossen. Der Unterkiefer hatte einen sehr schlanken und langgestreckten Bau und erreichte etwa 8 cm Länge, wobei er hinter dem letzten Backenzahn etwa 1,2 cm hoch war. Die Zahnformel entsprach der der anderen frühen Höheren Säugetiere und lautete: {\displaystyle {\frac {3.1.4.3}{3.1.4.3}}}. Charakteristisch waren dabei die stiftförmigen Schneidezähne, die nur rund 1 mm Höhe erreichten. Sie bildeten keine geschlossene Zahnreihe, sondern standen jeweils gut 2 mm auseinander. Der untere Eckzahn ähnelte den Schneidezähnen, der obere den vorderen Prämolaren. Das hintere Gebiss war durch ein Diastema von 4 mm vom vorderen getrennt. Allerdings bestanden auch zwischen den ersten drei Prämolaren größere Zahnabstände. Die Molaren waren dreieckig gestaltet und in ihrer Größe recht ähnlich, so dass die Länge der einzelnen Zähne zwischen 5,3 und 5,6 mm variierte. Insgesamt wiesen sie niedrige Zahnkronen auf (brachyodont) und eine höckerig gestaltete Kauoberfläche, wobei die Höcker, die aus Zahnschmelz bestanden, relativ spitz waren.
Das Körperskelett ist durch einen weitgehend vollständigen Fund bekannt, dessen Knochen aber stark beschädigt und teils verlagert waren. Die Wirbelsäule ist unvollständig überliefert, zeigt aber einen deutlich nach oben gebogenen Verlauf des Rückens an. Der Schwanz umfasste insgesamt 23 Wirbel, wobei die mittleren sehr lang ausgeprägt waren. Charakteristisch sind die kurzen Vorder- und langen Hinterbeine, die insgesamt sehr schlank aufgebaut waren. So wurde der Oberarmknochen etwa 6,8 cm lang, die Speiche rund 6 cm. Die Maße der Knochen der Hinterbeine lauten dementsprechend für den Oberschenkelknochen 7,6 cm und für das Schienbein 9 cm. Auffällig am Femur war das Vorhandensein eines Dritten Trochanter (Rollhügel) etwas oberhalb der Knochenmitte als Muskelansatzstelle, der bei heutigen Paarhufern generell fehlt und nur bei den frühesten Vertretern ausgebildet war, ebenso wie er typisch ist für die meisten Unpaarhufer. Über die Anzahl der Strahlen der Vorder- und Hinterfüße ist nichts bekannt, da diese nicht vollständig überliefert sind. Die Endglieder der Vorderfüße waren aber lang und klauenartig und ähnelten dadurch denen der heutigen Hirsche.

## Fossilüberlieferung

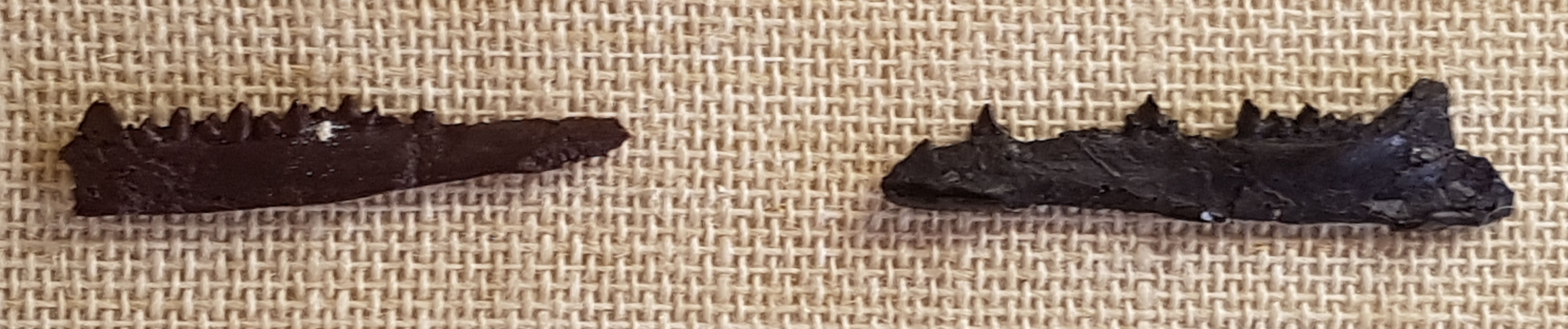
Zwei Unterkiefer von Eurodexis aus dem Geiseltal

Funde von Eurodexis sind relativ selten und datieren in das ausgehende Untere und in das Mittlere Eozän vor 51 bis 41 Millionen Jahren (lokalstratigraphisch Lutetium). Die ältesten Funde stammen aus Prémontré aus dem Département Aisne in Frankreich und umfassen einzelne Zähne, ein Oberkieferfragment und einige postcraniale Elemente wie das Sprungbein. Ähnlich alte Funde sind auch aus der Region Champagne-Ardenne bekannt, stellen aber weitgehend isolierte Zähne dar. Etwas jünger ist ein nahezu vollständiges Skelett aus der Grube Messel bei Darmstadt, dass aber deutlich verlagert ist und dadurch teils stark beschädigte Knochen besitzt. Dieses wurde zuerst mit der Gattung Messelobunodon assoziiert. Zeitlich schließt sic h dem ein Unterkieferfragment aus Aumelas in der französischen Region Okzitanien an. Aus dem Geiseltal bei Halle in Sachsen-Anhalt sind die bisher jüngsten Funde überliefert. Diese umfassen einen verdrückten Schädel, einige Unterkieferfragmente und Reste des Körperskelettes wie ein Langknochenbruchstück und Teile der Rippen. Gefunden wurden diese in der Oberen Mittelkohle in den Tagebauen Cecilie und Leo.

## Paläobiologie
Auffallend ist vor allem der langschmale Unterkiefer und die verlängerte Schnauze, die von etwa gleich alten, urtümlichen Paarhufern nicht bekannt ist. Diese sprechen ebenso wie einzelne Zahnmerkmale, etwa der verlängerte vierte Prämolar und die spitzen Kauflächenhöcker, eher für tierische Kost. Möglicherweise ernährte sich Eurodexis von Insekten und Weichtieren, die es im Oberboden wühlend aufsuchte. Zur Bestätigung dieser Annahme fehlen aber bisher die Unterkiefergelenke zur Rekonstruktion der Kaumuskulatur. Im Gegensatz zu diesen anatomischen Annahmen verweisen Reste aus dem Magen-Darm-Bereich des Messeler Skeletts auf eine überwiegend fruchthaltige Ernährung.
Am Bewegungsapparat sind vor allem die verlängerten unteren Abschnitte der Vorder- und Hinterbeine auffällig. In diesem Merkmal entspricht Eurodexis in etwa den heutigen Rehen oder dem Steinbock. Dies lässt auf eine flinke, laufend bis springende Fortbewegung schließen.

## Systematik
Eurodexis ist eine Gattung aus der ausgestorbenen Familie der Dichobunidae innerhalb der Ordnung der Paarhufer. Zusammen mit den Diacodexeidae stellen die Dichobunidae die urtümlichsten Formen der Paarhufer dar. Sie waren allgemein sehr klein und mit einem nach oben gebogenen Verlauf des Rückens ausgestattet und wiesen sehr lange Schwänze auf, während die Vorderbeine stets kürzer als die Hinterbeine waren. Innerhalb der Dichobunidae gehört Eurodexis zur Unterfamilie Eurodexeinae mit naher Verwandtschaft zu Eygalayodon und Herbertlutzius. Ein Merkmal der Eurodexeinae ist eine verlängerte Schnauze, die durch die Streckung der Prämolaren und die Einschaltung mehrerer Diastemata entstand. Als Vorgänger der Eurodexeinae dürfte Diacodexis anzunehmen sein.
Es werden zwei Arten von Eurodexis unterschieden:
- E. ceciliensis (Franzen & Krumbiegel, 1980)
- E. russelli Sudre & Erfurt, 1996

Dabei stellt E russelli die ältere Art dar. Erstbeschrieben wurde Eurodexis im Jahr 1996 durch Jean Sudre und Jörg Erfurt anhand des Fundmaterials aus dem Geiseltal. Der Holotyp (Inventarnummer GMH Ce IV-305) umfasst einen zerdrückten Schädel, der bereits 1980 als zur Gattung Messelobunodon gehörig beschrieben worden war. Der Name Eurodexis leitet sich von der Fundlage in Europa und der nahen Verwandtschaft zu Diacodexis her.